# تپه ده‌سواران ۱۸
تپه ده سواران ۱۸ مربوط به دوران فرادیرینه‌سنگی است و در شهرستان کرمانشاه، بخش مرکزی، دهستان دورود فرامان، شرق روستای ده سواران واقع شده و این اثر در تاریخ ۱۸ اسفند ۱۳۸۷ با شمارهٔ ثبت ۲۴۹۱۹ به‌عنوان یکی از آثار ملی ایران به ثبت رسیده است.